# آرنفین برگمن
آرنفین برگمن (انگلیسی: Arnfinn Bergmann؛ ۱۴ اکتبر ۱۹۲۸ – ۱۳ فوریه ۲۰۱۱) اسکی‌باز پرش اهل نروژ بود.
وی در مسابقات کشوری و بین‌المللی در مجموع برندهٔ ۱ مدال طلا، ۱ مدال برنز شده‌است.